# ماكس لانديز
ماكس لانديز (بالإنجليزية: Max Landis)‏ (و. 1985  م) هو كاتب سيناريو، وممثل أفلام، ومخرج أفلام أمريكي، ولد في بيفرلي هيلز كاليفورنيا.

## التعليم
تعلم في جامعة ميامي.

## وصلات خارجية
- ماكس لانديز على موقع IMDb (الإنجليزية)
- ماكس لانديز على موقع روتن توميتوز (الإنجليزية)
- ماكس لانديز على موقع ألو سيني (الفرنسية)
- ماكس لانديز على موقع أول موفي (الإنجليزية)
- ماكس لانديز على موقع قاعدة بيانات الأفلام السويدية (السويدية)
- ماكس لانديز على موقع قاعدة بيانات الفيلم (الإنجليزية)
- ماكس لانديز على موقع كينوبويسك (الروسية)